# Santana Brothers
Santana Brothers è un album di Carlos Santana del 1994, in collaborazione con il fratello Jorge e il nipote Carlos Hernandez. Ha raggiunto la 191ª posizione nella chart di Billboard 200.

## Tracce
1. Transmutation / industrial (C. Santana, J. Santana)
2. Thoughts (Hernandez)
3. Luz Amor y Vida (Santana)
4. En Aranjuez Con Tu Amor (Rodrigo)
5. Contigo (With You) (C. Santana, J. Santana)
6. Blues Latino (Hernandez, C. Santana, J. Santana)
7. La Danza (Hernandez, C. Santana, J. Santana)
8. Brujo (Hernandez, Santana) )
9. The Trip (C. Santana, J. Santana)
10. Reflections (Santana)
11. Morning in Marin (DeAndrade)

## Formazione
- Carlos Hernandez - chitarra
- Carlos Santana - chitarra
- Jorge Santana - chitarra